# Ruben Kun
Ruben James Tullen Kun (* 30. März 1942; † 21. September 2014) war ein nauruischer Politiker.

## Leben
Er war von 1976 bis 1977 Minister für Arbeit und Soziales, 1977 bis 1978 und 1995 bis 1996 Finanzminister, 1997 bis 1998 Minister für Gesundheit und Bildung und vom 19. Dezember 1996 bis 12. oder 13. Februar 1997 (hier widersprechen sich die Quellen) Präsident der Republik Nauru. Bei den Präsidentschaftswahlen 1997 unterlag er Kinza Clodumar mit 8 gegen 9 Stimmen. Er ist der Onkel von Russell Kun.
Der Australische Bund hat mit Nauru ein Abkommen, das erlaubt, Asylsuchende in das Nauru Detention Centre abzuschieben. Kun vertrat 2004 einige nach Nauru abgeschobene Asylanten in einem Fall vor dem Obersten Gericht Naurus.
Er war an der Gründung des Nationalen Olympischen Komitees im März 1991 beteiligt, dessen Präsident er später wurde.